# معركة البليدة (1830)
وقعت معركة البليدة خلال غزو الجزائر من قبل فرنسا في عام 1830، ودارت المعركة بين فرنسا والقوات الشعبية الجزائرية المحلية المتمركزة حول القبائل البربرية في بني صالح وبني مسرة ومدينة البليدة، في سهل متيجة، وانتهت المعركة بانتصار الجزائريين.

## المعركة
بعد احتلال فرنسا مدينة الجزائر، أصبحت مدينة البليدة القريبة منها تحت رحمة القوات الفرنسية، فأمام الاختناق الاقتصادي، والعزلة السياسية التي وجدها الفرنسيون في مدينة الجزائر، حاول القائد العام الفرنسي "دي بورمن"
أن يفك الحصار، ويجرب حظه العسكري، فخرج يوم 23 جويلية 1830،على رأس حملة عسكرية متكونة من حوالي 2000 من المشاة، وبعض مئات من الخيالة، وبعض قطع المدفعية نحو مدينة البليدة الرابضة عند قدمي الأطلس المتيجي الشامخ.
وصل دي بورمن إلى  باب دزاير على الساعة 6 مساء أين استقبله أعيان المدينة وطلبوا منه الإقامة خارج الأسوار للتفاوض ، فأقام 150 متر خارج باب دزاير  قرب منزل يحيى آغا ( قرب منطقة سيدي مول الطريق حاليا )، بينما كان فرسان أعراش المنطقة بقيادة البطل محمد بن زعموم، شيخ عرش إفليسن ، الذي نصّبه أهل متيجة و جبالها قائدا للمقاومة ( عرش إفليسن الذي تقع أراضيه التاريخية بين واد يسر و مدينة تيزي وزّو، أي غرب منطقة القبائل) مختفين بسفوح الأطلس المتيجي بمناطق إث صالح و غلّاي : تيميزار و بوغفار و يمّا مغيثة وأولاد سلطان ، مستعدّين لمباغتة العدو ، كما كان هناك فرسان آخرون مختفون شرق البليدة بأراضي عرش آيث ميصرا لملاحقة فلول العدّو في حالة فراره حتّى بوفاريك.
للتاريخ، فإنّ أعيان قبائل و أعراش متيجة، جبال الظهرة و الأطلس المتيجي و تيطري و غرب منطقة القبائل (أي المناطق المحيطة بالعاصمة ) عقدوا عدّة اجتماعات لتنظيم المقاومة ضد المستعمر الفرنسي ، و عيّنوا محمد بن زعموم على رأس المقاومة أثناء اجتماع قلعة تامنفوست ( شرق العاصمة ) يوم 23 جويلية، بسبب حكمته و تقواه و نبل عائلته و شجاعته، و أرسلوا حتى رسالة تحذيرية إلى الجنرال الفرنسي دي بورمن حتى لا يحاول التقدم خارج العاصمة، معلنين صراحة انهم غير ملزمين باتفاق الداي حسين مع الفرنسيين.
في صباح الغد أي يوم 24 جويلية 1830 هاجم فرسان أعراش المنطقة الجنود الفرنسيين هجوما مباغتا،  وطاردوهم حتى ضريح سيدي عياد الشريف قرب بوفاريك ، بعد ما قتلوا 100 جندي فرنسي منهم ضبّاط ، وفرّ بورمون ببقية الجنود إلى العاصمة متكبّدا أوّل هزيمة للجيش الفرنسي بالمنطقة. معتقدا أن الأمور سهلة، ولكنه فوجئ بهجوم منسق، شارك فيه آلاف الجزائريين من سكان البليدة وأوطان متيجة، وأجبروه على الدفاع عن نفسه، ثم الفرار أمامهم، مخلفا وراءه على الأقل 42 قتيلا و10 جريحا، بالإضافة إلى خسائر معنوية فادحة.
دي بورمن الذي يعتبر أسطورة في فرنسا نظرا لبطولاته خلال الحروب النابوليونية ودوره البارز في التاريخ الفرنسي وفي احتلال الجزائر ، فقد ابنه أميدي ( Amédée ) خلال معركة سيدي خالف يوم 24 جوان 1830 ، خلال تقدم الجيش الفرنسي من سطاوالي نحو العاصمة ، مما أثر فيه كثيرا ، ثم هزمه أبطال المقاومة الشعبية بمعركة البليدة في 24 جويلية ، بعد انسحابه نحو العاصمة يوم 25 جويلية تلقى بورمون خبر تعيينه ماريشال من طرف الملك شارل العاشر لكن ذلك لم يخفف من معاناته النفسية ، فواصل بورمون حملته العسكرية وأرسل جيشه بداية أوت 1830 لاحتلال عنابة ووهران.